# Jan Nohel
Jan Nohel (21. února 1882 Nošovice– 29. listopadu 1929 Praha) byl český a československý pedagog a politik, člen Moravsko-slezské lidové strany pokrokové a poslanec Revolučního národního shromáždění za Českou státoprávní demokracii, později Československou národní demokracii.

## Biografie
Narodil se v Nošovicích. Jeho otcem byl rolník Valentin Nohel z čp. 27, matkou Kristina rozená Vilčková (Wilczková). Už před světovou válkou se veřejně angažoval. Byl jednatelem ústředního výboru Matice osvěty lidové. Patřil mezi předáky českého učitelstva ve Slezsku. Po roce 1918 se stal členem Národního výboru pro Slezsko a angažoval se v česko-polském sporu o Těšínsko. Byl členem hospodářské sekce československé plebiscitní komise.
V roce 1918 se podílel na sjednocování národně-liberálních politických stran v Českých zemích. Byl místopředsedou nově utvořené Moravsko-slezské lidové strany pokrokové, která do sebe zahrnula dřívější formace jako Lidová strana pokroková na Moravě či Slezská lidová strana a která krátce po svém vzniku sama vplynula do České státoprávní demokracie, přičemž Moravsko-slezská lidová strana pokroková se stala její zemskou organizací.
Zasedal v Revolučním národním shromáždění za Českou státoprávní demokracii, respektive za z ní vzniklou Československou národní demokracii. Mandát získal v listopadu 1918. Byl povoláním učitelem.
Zemřel v listopadu 1929 na těžkou chorobu nervovou v Praze, v léčebně v Bohnicích.